# Bruno Costa
Bruno Tiago Costa Araújo (São Luís, Maranhão, Brasil, 28 de marzo de 1989) es un futbolista brasileño, juega como mediocampista y actualmente se encuentra Sin Equipo.

## Trayectoria
Antes del Cancún F.C. jugó un tiempo con el Deportivo Riva Palacio de Progreso de Obregón Hidalgo

### Cancún FC
El 10 de julio de 2020 se hace oficial su transferencia al Cancún FC.

## Estadísticas
Actualizado el 11 de mayo de 2022.
| Club                       | Div.          | Temporada     | Liga  | Liga  | Estatal | Estatal | Copas nacionales(1) | Copas nacionales(1) | Copas internacionales(2) | Copas internacionales(2) | Total | Total |
| Club                       | Div.          | Temporada     | Part. | Goles | Part.   | Goles   | Part.               | Goles               | Part.                    | Goles                    | Part. | Goles |
| -------------------------- | ------------- | ------------- | ----- | ----- | ------- | ------- | ------------------- | ------------------- | ------------------------ | ------------------------ | ----- | ----- |
| Madureira E. C. · Brasil   | 3ª            | 2009          | -     | -     | 10      | 1       | -                   | -                   | -                        | -                        | 10    | 1     |
| Madureira E. C. · Brasil   | 3ª            | 2010          | -     | -     | 14      | 3       | -                   | -                   | -                        | -                        | 14    | 3     |
| Madureira E. C. · Brasil   | 3ª            | 2013          | 11    | 0     | -       | -       | -                   | -                   | -                        | -                        | 11    | 0     |
| Madureira E. C. · Brasil   | 3ª            | 2014          | -     | -     | 14      | 2       | -                   | -                   | -                        | -                        | 14    | 2     |
| Madureira E. C. · Brasil   | Total club    | Total club    | 11    | 0     | 38      | 6       | 0                   | 0                   | 0                        | 0                        | 49    | 6     |
| Botafogo · Brasil          | 1ª            | 2010          | 3     | 0     | -       | -       | -                   | -                   | -                        | -                        | 3     | 0     |
| Botafogo · Brasil          | 1ª            | 2011          | 5     | 0     | 11      | 0       | 3                   | 0                   | -                        | -                        | 19    | 0     |
| Botafogo · Brasil          | Total club    | Total club    | 8     | 0     | 11      | 0       | 3                   | 0                   | 0                        | 0                        | 22    | 0     |
| Joinville E. C. · Brasil   | 2ª            | 2012          | 6     | 0     | -       | -       | -                   | -                   | -                        | -                        | 6     | 0     |
| Joinville E. C. · Brasil   | Total club    | Total club    | 6     | 0     | 0       | 0       | 0                   | 0                   | 0                        | 0                        | 6     | 0     |
| Boavista S. C. · Brasil    | 4ª            | 2013          | -     | -     | 3       | 0       | -                   | -                   | -                        | -                        | 3     | 0     |
| Boavista S. C. · Brasil    | 4ª            | 2021          | 4     | 0     | -       | -       | -                   | -                   | -                        | -                        | 4     | 0     |
| Boavista S. C. · Brasil    | Total club    | Total club    | 4     | 0     | 3       | 0       | 0                   | 0                   | 0                        | 0                        | 7     | 0     |
| CA Linense · Brasil        | 2ª            | 2015          | -     | -     | 6       | 0       | -                   | -                   | -                        | -                        | 6     | 0     |
| CA Linense · Brasil        | Total club    | Total club    | 0     | 0     | 6       | 0       | 0                   | 0                   | 0                        | 0                        | 6     | 0     |
| Cafetaleros · México       | 2ª            | 2015-16       | 29    | 2     | -       | -       | 5                   | 1                   | -                        | -                        | 34    | 3     |
| Cafetaleros · México       | 2ª            | 2016-17       | 16    | 0     | -       | -       | 3                   | 0                   | -                        | -                        | 19    | 0     |
| Cafetaleros · México       | 2ª            | 2017-18       | 23    | 1     | -       | -       | 5                   | 0                   | -                        | -                        | 28    | 1     |
| Cafetaleros · México       | 2ª            | 2018-19       | 24    | 1     | -       | -       | 3                   | 0                   | -                        | -                        | 27    | 1     |
| Cafetaleros · México       | 2ª            | 2019          | 7     | 0     | -       | -       | 2                   | 0                   | -                        | -                        | 9     | 0     |
| Cafetaleros · México       | Total club    | Total club    | 99    | 4     | 0       | 0       | 18                  | 1                   | 0                        | 0                        | 115   | 5     |
| Celaya F. C. · México      | 2ª            | 2020          | 6     | 0     | -       | -       | -                   | -                   | -                        | -                        | 6     | 0     |
| Celaya F. C. · México      | Total club    | Total club    | 6     | 0     | 0       | 0       | 0                   | 0                   | 0                        | 0                        | 6     | 0     |
| Cancún F. C. · México      | 2ª            | 2020-21       | 16    | 0     | -       | -       | -                   | -                   | -                        | -                        | 16    | 0     |
| Cancún F. C. · México      | Total club    | Total club    | 16    | 0     | 0       | 0       | 0                   | 0                   | 0                        | 0                        | 16    | 0     |
| Pérez Zeledón · Costa Rica | 1ª            | 2021-22       | 26    | 1     | -       | -       | -                   | -                   | -                        | -                        | 26    | 1     |
| Pérez Zeledón · Costa Rica | Total club    | Total club    | 26    | 1     | 0       | 0       | 0                   | 0                   | 0                        | 0                        | 26    | 1     |
| Total carrera              | Total carrera | Total carrera | 176   | 5     | 58      | 5       | 21                  | 1                   | 0                        | 0                        | 255   | 12    |

## Palmarés

### Campeonatos nacionales
| Título                  | Club        | País   | Año     |
| ----------------------- | ----------- | ------ | ------- |
| Ascenso MX              | Cafetaleros | México | 2018    |
| Final Temporada 2017-18 | Cafetaleros | México | 2017-18 |